# استن کلمنتس
استن کلمنتس (انگلیسی: Stan Clements; ۲۵ ژوئن ۱۹۲۳ – ۸ نوامبر ۲۰۱۸) بازیکن فوتبال اهل بریتانیا بود.
از باشگاه‌هایی که در آن بازی کرده‌است می‌توان به باشگاه فوتبال ساوت‌همپتون اشاره کرد.